# Literatura d'Egipte

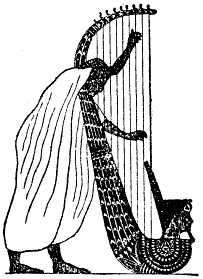

La literatura d'Egipte té els seus orígens en el Antic Egipte i és una de les primeres literatures conegudes. Els egipcis van ser la primera cultura en desenvolupar una literatura tal com se la coneix avui dia.

## Literatura de l'Antic Egipte

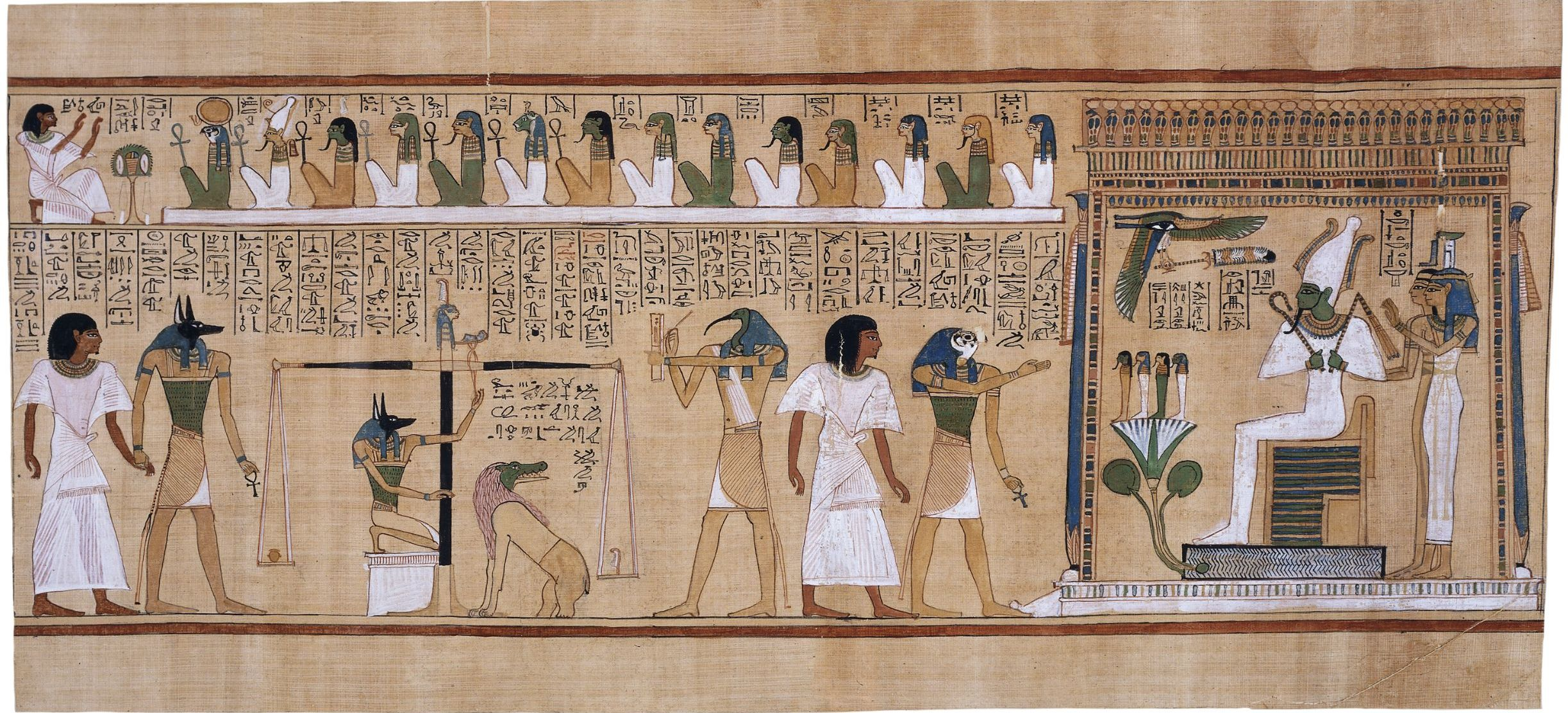
El Judici d'Osiris representat en el Papir de Hunefer (ca. 1275 a.C.). Anubis, amb cap de xacal, pesa el cor de l'escriva Hunefer contra la ploma de la veritat en la balança de Maat. Tot, amb cap d'Ibis, hi anota el resultat. Si el seu cor és més lleuger que la ploma, a Hunefer se li permet passar a l'altra vida. Si no és així, és devorat per l'expectant criatura quimèrica Ammut, composta per parts de cocodril, lleó i hipopòtam. Vinyetes com aquesta eren molt comunes en els llibres dels morts egipcis.

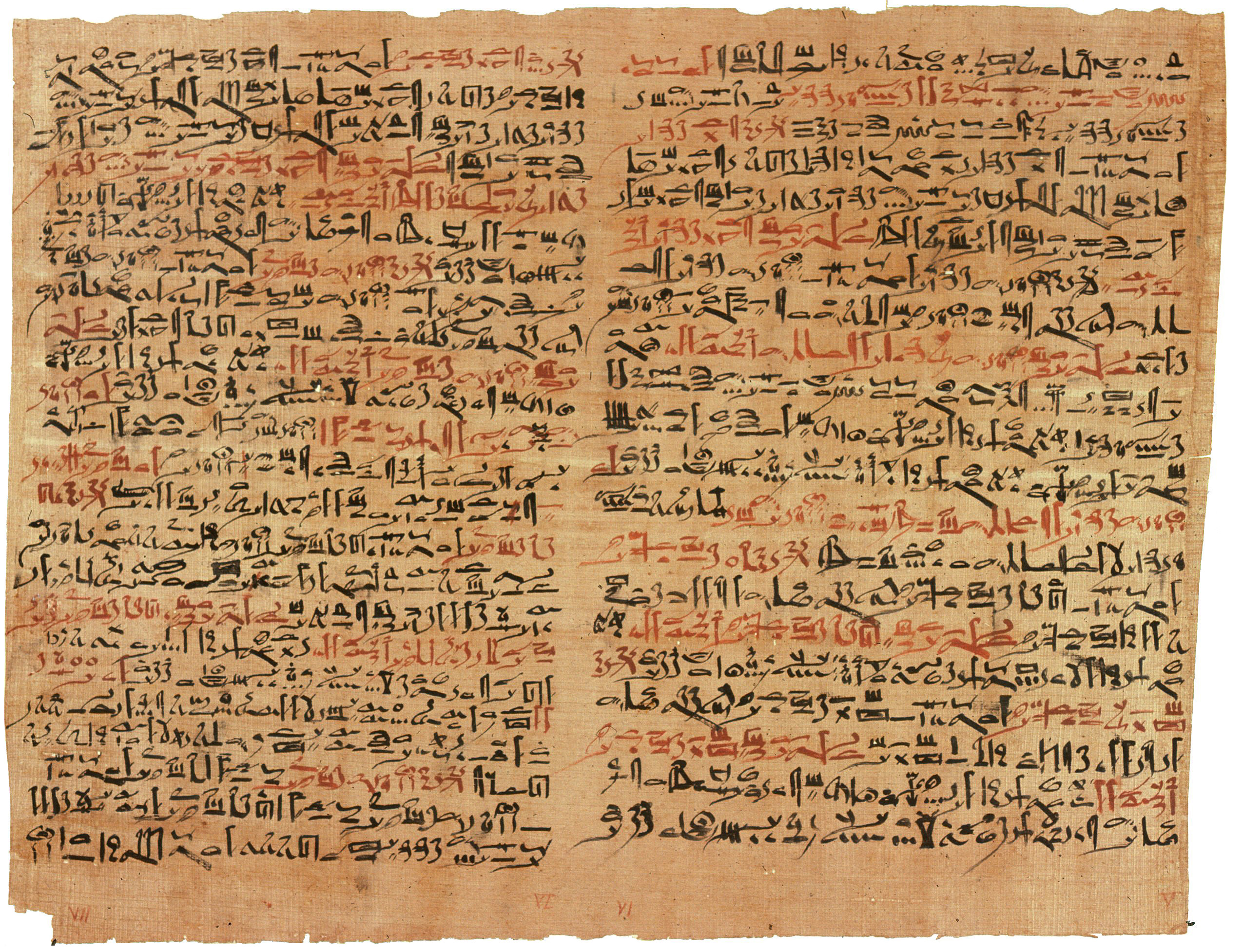
Papir Edwin Smith.

Els antics egipcis escrivien textos en papir, però també en parets, tombes, piràmides i obeliscs. Potser l'exemple més conegut de la literatura d'aquest periode és la Història de Sinuhé. Altres obres conegudes inclouen el Papir Westcar (una col·lecció de contes) i el Papir Ebers (un tractat de farmacopea), així com el Llibre dels Morts (un ritual guiat per arribar a l'altra vida), del qual la versió més completa es conserva en el conegut Papir d'Ani.
La literatura de l'antic Egipte es divideix habitualment en religiosa i profana. La major part és de caràcter religiós: sortilegis, oracions funeràries, descripcions de la vida d'ultratomba, narracions mitològiques sobre l'Ennèada. A més del ja esmentat Llibre dels morts, dels Textos de les piràmides i dels Textos dels sarcòfags, cal destacar un conjunt d'inscripcions trobades als hipogeus de la Vall dels Reis que descriu l'inframon: el Llibre de l'Amduat, el Llibre de les portes, el Llibre de la Vaca Sagrada, el Llibre de les cavernes, el Llibre de la Terra, el Llibre del dia i de la nit i la Lletania de Ra.
La literatura profana consisteix sobretot en llibres sapiencials (literatura pensada per a l'educació més que per a l'entreteniment); fins i tot es va crear un subgènere didàctic específic d'aquest tipus, el sebayt, que recorda (salvant les distàncies) la instrucció de prínceps cristiana o el adab musulmà. També es van escriure narracions, biografies i poemes amorosos, elegíacs i filosòfics; amb finalitats diverses: entreteniment, l'alleujament artístic o sentimental o la meditació sobre la finalitat de la vida. Així mateix, l'autobiografia és una de les formes més antigues a Egipte, i es conserven les del djati Uni i la de Harkhuf. Sorprèn la poca presència d'epopeies; només s'ha conservat un llarg poema que celebra la dubtosa victòria de Ramsès II a Qadesh, el Poema de Pentaur. El conte era un gènere molt estimat, de transmissió gairebé sempre oral. L'antòleg i mitógraf Roger Lancelyn Green (1918-1987) va reunir alguns que s'han conservat sencers en inscripcions (El príncep i l'Esfinx, La llegendària reina Hapshepsut, La princesa i el dimoni, Jnum, déu de Nil, Ra i els seus fills, Horus el Venjador) papirs (el Lotus d'or, Djedi, el Fetiller, Els dos germans, El camperol eloqüent, la Història del nàufrag, Es-Osiris i la carta segellada, el Llibre de Thot, la Història de Sinuhé, La presa de Jaffa) o en resums transmesos per escriptors grecs com ara Estesícor (La princesa grega) o l'historiador Heròdot (El lladre de tresors, La noia de les sabatilles vermelles). Aquesta darrera és la versió més antiga del conte tradicional de La Ventafocs.

### Producció literària de l'Antic Egipte

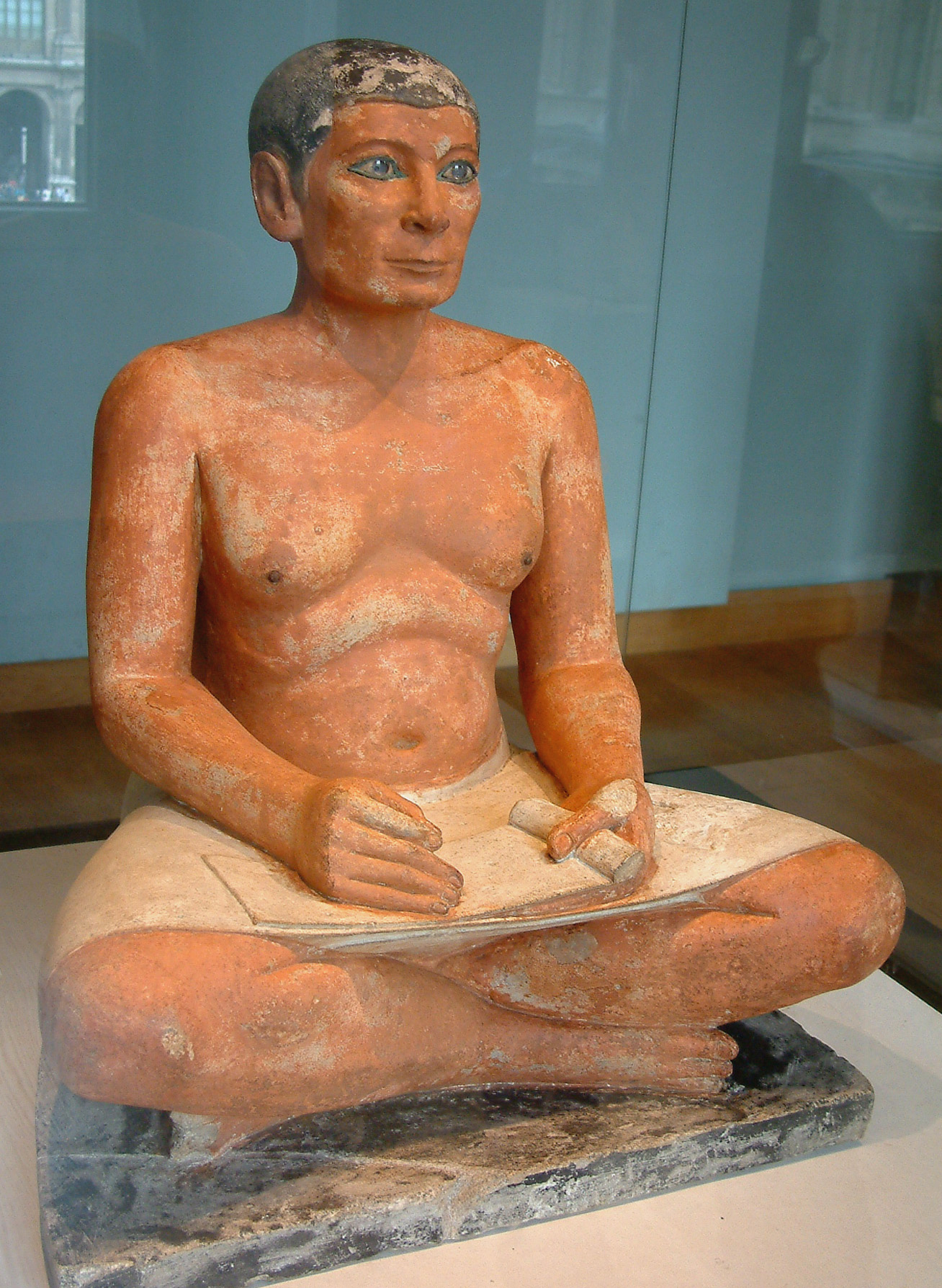
L'escriba assegut egipci de la dinastia V, segle XXIV a. C. Museu del Louvre.

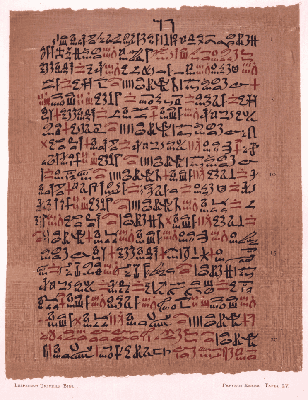
Papir Ebers.

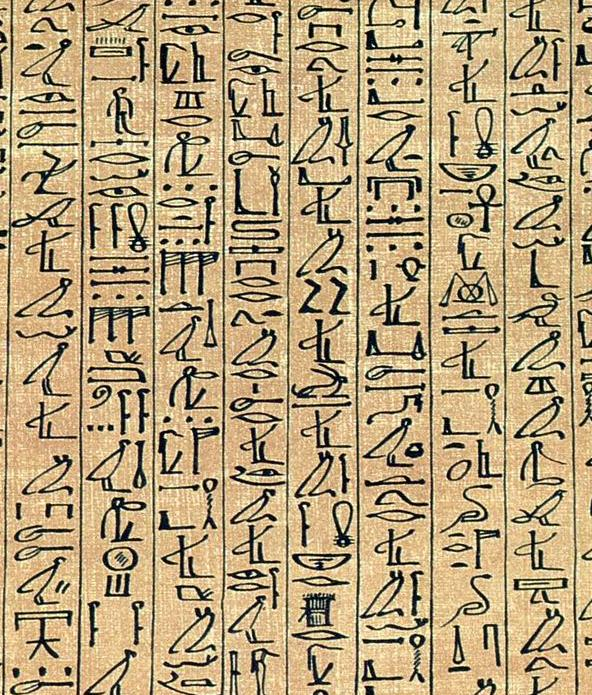
Detall d'un full de l' Papir d'Ani, en escriptura jeroglífica cursiva.

Gairebé tota la producció literària de l'Egipte clàssic s'ha conegut a través de les inscripcions dels monuments, desxifrades pels arqueòlegs i lingüistes. També, en part, gràcies als autors grecs van incorporar-ne fragmens en les seves històries; i una petita porció ha arribat fins a nosaltres en rotlles de papir i en benes. L'estranya i misteriosa producció literària de l'Egipte antic no s'ha conservat íntegrament fins a nosaltres i sovint presenta llacunes; tanmateix, s'han recopilat obres de diverses èpoques, de les quals s'han trobat reescriptures, adaptacions, fusions o variants significatives, tant pel llarg període de transmissió com per les diferències teològiques i religioses de cada moment històric.
A continuació es presenta aquest quadre sinòptic esmentant les obres representatives conegudes, remarcant les més importants de cada època.
Imperi Antic
Entre c. 2686 i 2181 a. C. L'integren les dinasties III, IV, V i VI abans del primer període intermedi (c. 2190-2050 a. C.)
Aquest període conserva la literatura més antiga.
Textos de les piràmides
Instruccions d'Hordyedef, el sebayt més antic conegut.
Sàtira dels oficis o Instruccions de Dua-Jeti
Papir d'Ipuur, la descripció d'un món en crisi.
Història del camperol eloqüent. com un pagès triomfa en un judici gràcies al seu estil oratori molt artificiós.
Instruccions de Ptahhotep, literatura sapiencial en forma de col·lecció de proverbis.
Instruccions d'Kagemni, de la mateixa naturalesa que l'anterior.
Imperi Mitjà
Entre c. 2050-1750 a. C. Aquest període el conforma el final de la dinastia XI i la XII. El segueix el segon període intermedi (es. 1800 a. C. a 1550 a. C.)
Aquesta etapa correspon a l'edat d'or de la literatura clàssica.
Textos dels sarcòfags.
Profecia de Neferti.
Història de Sinuhé. Relat en primera persona d'un refugiat que fuig per raons polítiques a Síria i el seu retorn posterior.
La Història del nàufrag. Com un navegant és salvat per un monstre marí amigable.
Disputa entre un home i el seu ba: Com l'ànima d'un presumpte suïcida el persuadeix perquè no cometi tal error.
Instruccions d'Amenemhat. Monòleg que l'esperit de l'assassinat rei Amenemhet I dirigeix al seu fill Senusret. Descriu la conspiració que va acabar amb la seva mort, i insta al seu fill perquè no confiï en ningú.
Cant de l'arpista, poema líric d'inspiració hedonista i escèptica que es troba esculpit a la tomba del faraó Antef VII
Himne al Nil.
Imperi Nou
Va des aproximadament el 1550 a l'1070 a.C. Ocupa les dinasties XVIII, XIX, XX. El va succeir el tercer període intermedi (c. 1070-656 a. C.) i les dinasties XXI a XXV.
El rei Apofis i Sekenre: Relat èpic sobre la guerra per aconseguir l'expulsió dels invasors hicsos i la demostració del valor de l'emperador Ramsés II.
La Història dels dos germans: Una malvada dona aconsegueix separar els dos germans (conte folklòric de gran transcendència literària)
El Papir Harris 500, d'època de Seti I, i el Chester Beatty I, d'època de Ramsès V, contenen la més important col·lecció de lírica amorosa de l'Imperi Nou.
Himne a Atón: un exaltat himne a la divinitat solar que s'atribueix a el faraó heretge Akhenatón, cap al 1360 a. C.
Veritat i Mentida, conte al·legòric sobre la rivalitat entre dos germans que es deien així.
Història de l'aparegut, un conte de fantasmes sobre una ànima privada de sepultura.
Disputa entre Horus i Set: Narració de el triomf d'Horus per quedar-se amb el tron d'Osiris.
Llibre dels morts . Himnes religiosos esquitxats amb sentències morals destinats a conduir l'ànima pel inframon.
Instruccions d'Amenemope, literatura sapiencial que va influir poderosament en el bíblic Llibre dels Proverbis.
Instruccions d'Ani, de la mateixa naturalesa que l'anterior.
Els viatges d'Unamón.
Història del príncep predestinat, un conte sobre el fatalisme.
Poema de Pentaur, epopeia.
Decadència o Període tardà.
C. 656-332 a. C.
Darrer període de la literatura egípcia.
En aquest període l'escriptura correspon a el tipus demòtic.
Contes de Setna o Històries de Setne Khaemwaset: Sèrie de relats populars entorn de la figura històrica de Jaemuaset, el quart fill de Ramsès II (1279-1213 aC), a qui es tenia per mag i erudit.
Instruccions d'Ankhsheshonq. Biografia d'un desventurat sacerdot de Ra i les seves intrigues cortesanes.
Lamentacions d'Isis i Neftis: Drama ritual que conté les lamentacions de les dues deesses per la mort d'Osiris.

## Característiques de la literatura egípcia antiga
La literatura egípcia va sorgir en el si de les antigues civilitzacions com a expressió de la veu popular, que es transmetia oralment i modelava la cultura. La literatura arcaica faraònica inclou mites, rondalles, contes populars, proverbis, oracions, i pràctiques rituals i fórmules màgiques representades com si fossin obres teatrals. Aquestes manifestacions artístiques comparteixen una sèrie de recursos estilístics propis de les produccions arcaïtzants, entre els quals destaquen les repeticions d'idees i estructures gramaticals; el paral·lelisme, com a forma rítmica i expressiva; la invocació a les divinitats; i l'ús constant de la mitologia.
A més, es reconeixen diferents dimensions temàtiques i formals, com la moral, que valora la conducta humana i promou accions orientades al bé individual i col·lectiu; o la fantasia, que descriu aparicions, espectacles, personalitats o escenaris imaginaris, al conjur de paraules o situacions que les susciten. A través de la mitologia s'expliquen històries fabuloses que interpreten fenòmens naturals o quotidians divinitzant-los, amb la intenció d’afavorir el benestar humà. Les històries mitològiques són riques en recursos literaris com la repetició, el pleonasme, el polisíndeton, el difrasisme, les tornades, els símils i les hipèrboles. A més de la fantasia i la mitologia, els egipcis empraven el simbolisme, on les idees s’expressen mitjançant figures amb significat convencional; i la inventiva, denotant una gran capacitat creativa per crear situacions de manera acolorida i enginyosa. Els texts d'aquest període sovint tractaven temes presents al Gènesi (la creació del món, els primers humans, el gran diluvi...), amb la intenció didàctica de formar l’ésser humà perquè pugui reconèixer i valorar la grandesa de l’obra dels déus en la natura i en ell mateix.

## La literatura en llengua grega de l'Alexandria egípcia
El Nil va exercir una enorme influència en els escrits dels antics egipcis. alhora que Alexandria esdevenia un pol cultural que atreia poetes grecoromans, gràcies al mecenatge local i als recursos de la gran Biblioteca d’Alexandria. Aquests escriptors arribats a Egipte eren convidats pel faraó Ptolemeu II Filadelf, molt amant de la cultura i que, per exemple, va manar traduir la Bíblia hebrea al grec, versió coneguda com la Septuaginta o "els setanta", perquè va ser encomanada a setanta traductors.
En aquesta edat d’or alexandrina, van destacar dues escoles: la Plèiade poètica (Teòcrit, Filisc de Còrcira, Nicandre, Homer de Bizanci, Arat, Licòfron i Apol·loni) i la Plèiade tràgica (Alexandre Etoli, Sositeu i Eàntides, a més d'alguns poetes relacionats anteriorment). Molts grans poetes de l'hel·lenisme van arribar a la ciutat, incloent a Cal·límac de Cirene, mestre de l'epigrama; i Teòcrit de Siracusa, autor aquest últim de memorables Idil·lis, no només pastorals. Un dels escriptors egipcis més notables va ser Apol·loni Rodi, autor d'una epopeia, les Argonáutiques, així com Nonnos de Panòpolis, autor d'una altra mitològica pagana, les Dionisíaques. També destaquen els Mims d’Herodes i l’obra historiogràfica del sacerdot de segle iii aC Manethó, de qui es conserva en grec la primera història íntegra de país, la Història d'Egipte (Αίγυπτιαχά, en llatí, Aegyptiaca), entre altres obres. Altres escriptors vinculats a Alexandria van ser el poeta Licòfron i l'historiador Apià, aquest última ja en època romana imperial.

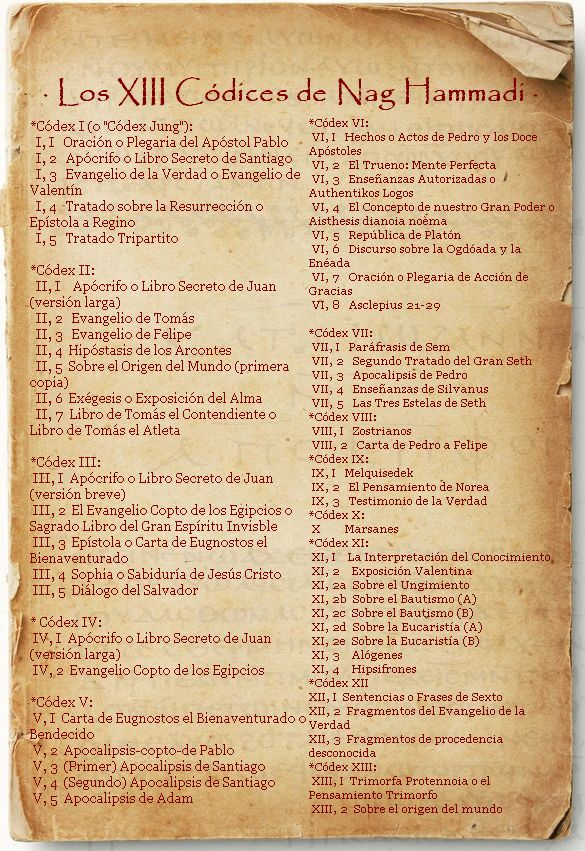
· Els tretze Còdexs de Nag Hammadi amb els tractats que els constitueixen ·

## Literatura islàmica i literatura copta
A partir del segle VIII, Egipte va ser conquerit pels àrabs musulmans, que hi imposaren la seva llengua. Amb tot, es va tolerar una gran minoria cristiana copta, que va desenvolupar una important literatura religiosa de caràcter gnòstic, conservada sota la denominació de Manuscrits de Nag Hammadi i escrita en la llengua derivada de l'egipci antic, el copte.  També s’hi mantingué una tradició jueva important, amb figures com el filòsof jueu hel·lenitzat Filó d'Alexandria (segle iii aC) i el gran teòleg i filòsof cordovès Maimònides, que va passar els seus últims anys a Egipte (segle xi dC).
La Biblioteca d’Alexandria, amb fons majoritàriament en grec, fou destruïda en diverses ocasions,  inclosa una destrucció atribuïda al califa Umar ibn al-Jattab, que va governar entre 636 i 644 i hauria ordenat la destrucció de milers de manuscrits. La literatura en àrab, i especialment les biblioteques en aquesta llengua, van prosperar sota el nou Egipte sota domini musulmà. A més, van produir-se alguns canvis importants durant aquest període que van afectar els escriptors. Els papirs van ser substituïts pel paper de tela i es va introduir la cal·ligrafia com a sistema d'escriptura. El focus principal dels escrits va ser l'islam. Pel que fa a la literatura oral, s'ha conservat l'Epopeia Hilali (Al-Sirah al-Hilaliyyah) que explica la saga de la tribu beduïna Banu Hilal i la seva migració des de la península aràbiga fins a l'Àfrica del Nord al segle x. Des del segle xiv, aquesta epopeia és cantada en vers per poetes acompanyats d'un instrument de percussió i d'un violí de dues cordes (rubab) en esdeveniments importants i en casaments i circumcisions. Antany molt difosa, l'única versió que ha arribat fins a l'actualitat és l'egípcia i ha estat inscrita a la llista representativa del Patrimoni Cultural Immaterial de la Humanitat per la UNESCO.
Una de les primeres novel·les escrites en l'Egipte àrab va ser Al-Risalah a el-Kamiliyyah fil Siera a el-nabawiyyah, traduïda al llatí com El teòleg autodidacte, d'Ibn al-Nafis. Es tracta d'un relat teològic amb alguns elements futuristes que ha estat qualificada com "ciència-ficció". que s’integraren amb altres de procedència hindú i persa dins la col·lecció definitiva al segle xv.

## Literatura moderna

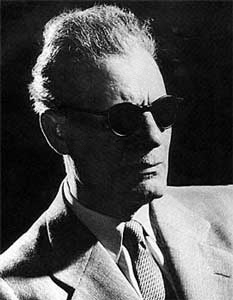
L'escriptor i erudit cec Taha Hussein, degà de la literatura egípcia moderna

El pioner de teatre egipci va ser Yaqub Sannu (1839-1912), anomenat "el Molière d'Egipte". Escrivia en àrab dialectal i s'inspirava en els models europeus de Molière, Goldoni i Sheridan. Ahmed Chawqi (1868-1932), anomenat "el Príncep dels poetes", va estudiar a França i allà va rebre l'influx de Pierre Corneille i Jean Racine. Va escriure nombroses peces de teatre en vers inspirades en la història d'Egipte i les llegendes àrabs, com La mort de Cleopatra i La bogeria de Leyla.
A la fi del segle XIX i principis del segle XX, el món àrab experiment la Nahda, un moviment renaixentista que va afectar tots els aspectes de la vida, incloent la literatura. Alguns anys més tard, Muhammad Hussein Haykal (1888-1956) va escriure la primera novel·la moderna en àrab, Zaynab (1914), una història d'amor ambientada en un entorn rural. El seu coetani Taha Hussein (1889-1973) va ser un dels grans noms del moviment modernista en el món àrab. Cec des de molt jove, va rebre una formació religiosa tradicional a la mesquita del Caire d'Al-Azhar, que evoca en la seva autobiografia novel·lada El llibre dels dies (Al-Ayyam, 1929-1932). Hussein s'interrogava sobre diversos aspectes de la cultura àrab, i va estudiar la poesia preislàmica amb aparell crític modern. Es va aproximar així mateix a altres tradicions culturals mediterrànies, com la grega, la francesa i la italiana.
Tawfiq Al-Hakim (1898-1987) va crear el teatre egipci modern, que fins llavors estava dominat per la farsa i la comèdia lleugera. Les seves peces estan inspirades en idees del patrimoni àrab i de l'occidental: Sherezade (1934), Èdip rei (1939), Pigmalió (1942) o, fins i tot, temes socials com El secret de la suïcida (1937) o Una bala en ple cor (1944). També es va atrevir a escriure una peça sobre el profeta, Mahoma (1936), destinada a la lectura i no a ser representada. Una de les figures més importants d'aquest període és Naguib Mahfuz, el primer egipci a guanyar el Premi Nobel de literatura.

### La novel·la
L'origen de la novel·la a Egipte està vinculat a l'onada de traduccions, més aviat adaptacions, de la narrativa europea romàntica, detectivesca i històrica que es va produir a finals de segle XIX. Dos autors són els més representatius d'aquest moment: Yuryi Zaydan (1861-1914) i Mustafa Lufti a el-Manfaluti (1876-1924), considerats fundadors de la prosa narrativa moderna en àrab al món egipci.

## La literatura moderna no arabòfona
Durant molt de temps, Egipte —i en especial la ciutat portuària d’Alexandria— ha estat un espai cosmopolita on han conviscut comunitats d’orígens diversos. Nombrosos escriptors importants han emprat altres llengües —enlloc de l'àrab— per a les seves obres, que no obstant això formen part del corpus literari egipci. Es poden citar, entre d'altres, a Edmond Jabès, Albert Cossery i Andrée Chedid en francès, a Stratis Tsircas i Constantí Kavafis en grec, i la novel·lista Ahdaf Soueif en anglès. A més, nombrosos escriptors, expatriats o no, han fet d'Egipte el marc dels seus escrits, i sens dubte el més cèlebre és l'anglès Lawrence Durrell, autor d'El quartet d'Alexandria.
També es pot citar a Terenci Moix i la seva tetralogia de novel·les històriques No diguis que va ser un somni (1986), El somni d'Alexandria (1988), L'amarg do de la bellesa (1996) i El arpista cec (2002).